# Liste der Gemeinden im Landkreis Fürstenfeldbruck

Karte des Landkreises Fürstenfeldbruck

Die Liste der Gemeinden im Landkreis Fürstenfeldbruck gibt einen Überblick über die 23 kleinsten Verwaltungseinheiten des Landkreises. Zwei der Gemeinden, Fürstenfeldbruck und Germering, sind Mittelstädte und Große Kreisstädte.
Der Landkreis Fürstenfeldbruck entstand bereits im Jahr 1823 als Landgericht Bruck. Im Jahr 1862 entstand daraus das Bezirksamt Bruck. Im Jahr 1908 erfolgte die Umbenennung in Bezirksamt Fürstenfeldbruck, und im Jahr 1939 die erneute Umbenennung in Landkreis Fürstenfeldbruck. Dabei gab es bis heute nur wenige Gebietsveränderungen. Die heutige Ausdehnung erhielt der Landkreis im Zuge der im Jahr 1972 durchgeführten bayerischen Gebietsreform. Bei dieser wurde der Landkreis im Westen um einige Gemeinden verkleinert, die den Nachbarlandkreisen Aichach-Friedberg, Dachau und Landsberg am Lech zugeordnet wurden. Die heutige Gemeindegliederung war im Jahr 1979 abgeschlossen. Bei den Teilorten der Gemeinden ist das Jahr vermerkt, in dem diese der Gemeinde beitraten.

## Beschreibung
Weiter gegliedert werden kann der Landkreis in zwei Verwaltungsgemeinschaften (VG):
- VG Grafrath: mit den Gemeinden Grafrath, Kottgeisering und Schöngeising;
- VG Mammendorf: mit den Gemeinden Mammendorf, Adelshofen, Althegnenberg, Hattenhofen, Jesenwang, Landsberied, Mittelstetten und Oberschweinbach;

Die Städte Fürstenfeldbruck, Germering, Olching und Puchheim sind wie die Gemeinden Alling, Egenhofen, Eichenau, Emmering, Gröbenzell, Maisach, Moorenweis und Türkenfeld nicht Mitglied einer Verwaltungsgemeinschaft.
Der Landkreis hat eine Gesamtfläche von 434,78 km2. Die größte Fläche innerhalb des Landkreises haben die Gemeinden Maisach mit 53,45 km2, Moorenweis mit 46,45 km2 und Egenhofen mit 33,4 km2, gefolgt von der Stadt Fürstenfeldbruck mit 32,53 km2. Vier Gemeinden haben eine Fläche die größer ist als 20 km2, darunter die Stadt Germering. Zehn Gemeinden haben eine Fläche von über und fünf eine Fläche von unter 10 km2. Die kleinsten Flächen haben die Gemeinden Hattenhofen mit 7,17 km2, Eichenau mit 6,98 km2 und Gröbenzell mit 6,36 km2.
Den größten Anteil an der Bevölkerung des Landkreises von 216.912 Einwohnern haben die Großen Kreisstädte Germering mit 40.632 Einwohnern, Fürstenfeldbruck mit 36.953 Einwohnern und die Stadt Olching mit 27.407 Einwohnern. Zwei Kommunen haben über 19.000 und jeweils eine Gemeinde hat über 12.000, 11.000, 6.000 beziehungsweise 4.000 Einwohner. Fünf Gemeinden haben über 3.000 Einwohner und die restlichen neun Gemeinden haben über 1.000 Einwohner. Die drei von der Einwohnerzahl her kleinsten Gemeinden sind Jesenwang mit 1648 Einwohnern, Landsberied mit 1572 und Hattenhofen mit 1538 Einwohnern.
Der gesamte Landkreis Fürstenfeldbruck hat eine Bevölkerungsdichte von 499 Einwohnern pro km2. Die größte Bevölkerungsdichte innerhalb des Kreises haben die Gemeinde Gröbenzell mit 3014 Einwohnern pro km2, die Stadt Germering mit 1880 und die Gemeinde Eichenau mit 1661. Jeweils eine Gemeinde hat eine Bevölkerungsdichte von über 1.500, 1.000 (Stadt Fürstenfeldbruck), 800 beziehungsweise 500 Einwohnern pro km2. Alle anderen Gemeinden haben eine geringere Bevölkerungsdichte als der Landkreisdurchschnitt von 499. Fünf dieser Gemeinden haben eine Bevölkerungsdichte von über 200 und in acht liegt die Bevölkerungsdichte über beziehungsweise genau bei 100 Einwohnern pro km2. In den drei am dünnsten besiedelten Gemeinden sind es unter 100 Einwohner pro km2, das sind die Gemeinden Egenhofen mit 104, Mittelstetten mit 89 und Moorenweis mit 88 Einwohnern pro km2.

## Legende
- Gemeinde: Name der Gemeinde beziehungsweise Stadt
- Teilorte: Aufgezählt werden die ehemals selbständigen Gemeinden der Verwaltungseinheit. Dazu ist das Jahr der Eingemeindung angegeben
- VG: Zeigt die Zugehörigkeit zu einer der Verwaltungsgemeinschaften
- Wappen: Wappen der Gemeinde beziehungsweise Stadt
- Karte: Zeigt die Lage der Gemeinde beziehungsweise Stadt im Landkreis
- Fläche: Fläche der Stadt beziehungsweise Gemeinde, angegeben in Quadratkilometer
- Einwohner: Zahl der Menschen die in der Gemeinde beziehungsweise Stadt leben (Stand: 31. Dezember 2023[1])
- EW-Dichte: Angegeben ist die Einwohnerdichte, gerechnet auf die Fläche der Verwaltungseinheit, angegeben in Einwohner pro km2 (Stand: 31. Dezember 2023[2])
- Höhe: Höhe der namensgebenden Ortschaft beziehungsweise Stadt in Meter über Normalnull[3]
- Bild: Bild aus der jeweiligen Gemeinde beziehungsweise Stadt

## Gemeinden
| Gemeinde                                                                    | Teilorte | VG            | Wappen                                  | Karte                                                           | Fläche | Einwohner | EW- Dichte | Höhe | Bild |
| --------------------------------------------------------------------------- | --- | ------------- | --------------------------------------- | --------------------------------------------------------------- | ------ | --------- | ---------- | ---- | --- |
| Landkreis Fürstenfeldbruck                                                  | |               | Wappen des Landkreises Fürstenfeldbruck | Lage des Landkreises Fürstenfeldbruck in Bayern                 | 434,78 | 216,912   | 499        |      | |
| Adelshofen                                                                  | Adelshofen Luttenwang (1978) | VG Mammendorf | Wappen der Gemeinde Adelshofen          | Lage der Gemeinde Adelshofen im Landkreis Fürstenfeldbruck      | 13,28  | 1.871     | 141        | 556  | |
| Alling                                                                      | Alling Biburg Holzhausen Wagelsried (1978; vor der Gebietsreform Teil der Gemeinde Emmering) |               | Wappen der Gemeinde Alling              | Lage der Gemeinde Alling im Landkreis Fürstenfeldbruck          | 21,04  | 4.113     | 195        | 553  | Allinger Kirche |
| Althegnenberg                                                               | Althegnenberg Hörbach (1972) | VG Mammendorf | Wappen der Gemeinde Althegnenberg       | Lage der Gemeinde Althegnenberg im Landkreis Fürstenfeldbruck   | 16,09  | 2.069     | 129        | 536  | Burgstall Althegnenberg – Turmhügel mit der Kapelle                                                                                |
| Egenhofen                                                                   | Egenhofen Aufkirchen (1978) Oberweikertshofen Unterschweinbach (1978) Wenigmünchen (Zusammenschluss von Oberweikertshofen und Wenigmünchen zur Gemeinde Oberweikertshofen-Wenigmünchen im Jahr 1972; diese wurde 1978 Teil der Gemeinde Egenhofen) |               | Wappen der Gemeinde Egenhofen           | Lage der Gemeinde Egenhofen im Landkreis Fürstenfeldbruck       | 33,4   | 3.476     | 104        | 509  | Kalvarienberg im Ortsteil Wenigmünchen                                                                                             |
| Eichenau (seit 1957 selbständige Gemeinde, vorher Teil der Gemeinde Alling) | Eichenau |               | Wappen der Gemeinde Eichenau            | Lage der Gemeinde Eichenau im Landkreis Fürstenfeldbruck        | 6,98   | 11,593    | 1.661      | 523  | Eichenau: Roggensrteiner Allee mit dem Bach in der Mitte                                                                           |
| Emmering                                                                    | Emmering |               | Wappen der Gemeinde Emmering            | Lage der Gemeinde Emmering im Landkreis Fürstenfeldbruck        | 10,94  | 6.711     | 613        | 515  | Burgstall Roggenstein – Portal der gotischen Kapelle (um 1400)                                                                     |
| Fürstenfeldbruck (Große Kreisstadt)                                         | Fürstenfeldbruck Aich (1978) Puch (1978) |               | Wappen der Stadt Fürstenfeldbruck       | Lage der Stadt Fürstenfeldbruck im Landkreis Fürstenfeldbruck   | 32,53  | 36,953    | 1.136      | 534  | Kloster Fürstenfeld – Klosterkirche St. Mariä Himmelfahrt · Pfarrkirche St. Magdalena – im Vordergrund die Amper                   |
| Germering (Große Kreisstadt)                                                | Germering Unterpfaffenhofen (1978) |               | Wappen der Stadt Germering              | Lage der Stadt Germering im Landkreis Fürstenfeldbruck          | 21,61  | 40,632    | 1.880      | 541  | Bahnhofsplatz Germering |
| Grafrath                                                                    | Unteralting Wildenroth (Zusammenlegung 1972) | VG Grafrath   | Wappen der Gemeinde Grafrath            | Lage der Gemeinde Grafrath im Landkreis Fürstenfeldbruck        | 14,43  | 3.843     | 266        | 535  | eines der Toteislöcher bei Wildenroth                                                                                              |
| Gröbenzell (seit 1952 selbständige Gemeinde)                                | Gröbenzell |               | Wappen der Gemeinde Gröbenzell          | Lage der Gemeinde Gröbenzell im Landkreis Fürstenfeldbruck      | 6,36   | 19,172    | 3.014      | 508  | Gröbenzell – Blick vom S-Bahnhof in Richtung der 1925 erbauten katholischen Kirche St. Johann Baptist, dem Wahrzeichen Gröbenzells |
| Hattenhofen                                                                 | Hattenhofen | VG Mammendorf | Wappen der Gemeinde Hattenhofen         | Lage der Gemeinde Hattenhofen im Landkreis Fürstenfeldbruck     | 7,17   | 1.538     | 215        | 556  | im Haspelmoor, dem nördlichsten Hochmoorrest des bayerischen Alpenvorlandes                                                        |
| Jesenwang                                                                   | Jesenwang Pfaffenhofen (1972) | VG Mammendorf | Wappen der Gemeinde Jesenwang           | Lage der Gemeinde Jesenwang im Landkreis Fürstenfeldbruck       | 15,3   | 1.648     | 108        | 558  | Wallfahrtskirche St. Willibald (östlich von Jesenwang)                                                                             |
| Kottgeisering                                                               | Kottgeisering | VG Grafrath   | Wappen der Gemeinde Kottgeisering       | Lage der Gemeinde Kottgeisering im Landkreis Fürstenfeldbruck   | 8,21   | 1.571     | 191        | 542  | |
| Landsberied                                                                 | Landsberied | VG Mammendorf | Wappen der Gemeinde Landsberied         | Lage der Gemeinde Landsberied im Landkreis Fürstenfeldbruck     | 10,54  | 1.572     | 149        | 556  | |
| Maisach                                                                     | Maisach Germerswang (1978) Malching (1978) Rottbach (1978) Überacker (1978) |               | Wappen der Gemeinde Maisach             | Lage der Gemeinde Maisach im Landkreis Fürstenfeldbruck         | 53,45  | 13,889    | 260        | 514  | |
| Mammendorf                                                                  | Mammendorf Nannhofen (1978) | VG Mammendorf | Wappen der Gemeinde Mammendorf          | Lage der Gemeinde Mammendorf im Landkreis Fürstenfeldbruck      | 21,21  | 4.934     | 233        | 535  | Pfarrkirche St. Jakob Mammendorf                                                                                                   |
| Mittelstetten                                                               | Mittelstetten Oberdorf (1972; vor der Gebietsreform Teil der Gemeinde Baierberg) Tegernbach (1978) | VG Mammendorf | Wappen der Gemeinde Mittelstetten       | Lage der Gemeinde Mittelstetten im Landkreis Fürstenfeldbruck   | 18,62  | 1.659     | 89         | 514  | Frühmittelalterlicher Ringwall bei Mittelstetten                                                                                   |
| Moorenweis                                                                  | Moorenweis Dünzelbach Eismerszell Grunertshofen Purk Steinbach |               | Wappen der Gemeinde Moorenweis          | Lage der Gemeinde Moorenweis im Landkreis Fürstenfeldbruck      | 46,45  | 4.076     | 88         | 556  | Frühmittelalterlicher Burgstall beim Ortsteil Purk (Südwestseite der Wallanlagen)                                                  |
| Oberschweinbach                                                             | Oberschweinbach Günzlhofen (1972) | VG Mammendorf | Wappen der Gemeinde Oberschweinbach     | Lage der Gemeinde Oberschweinbach im Landkreis Fürstenfeldbruck | 7,23   | 1.667     | 231        | 550  | |
| Olching (Stadt)                                                             | Olching Esting (1978) Geiselbullach (1978) |               | Wappen der Gemeinde Olching             | Lage der Stadt Olching im Landkreis Fürstenfeldbruck            | 29,91  | 27,407    | 916        | 504  | am Olchinger Mühlbach |
| Puchheim (Stadt)                                                            | Puchheim |               | Wappen der Gemeinde Puchheim            | Lage der Stadt Puchheim im Landkreis Fürstenfeldbruck           | 12,23  | 20,988    | 1.716      | 535  | Zentrum von Puchheim-Bahnhof mit S-Bahn und Pfarrkirche St. Josef                                                                  |
| Schöngeising                                                                | Schöngeising | VG Grafrath   | Wappen der Gemeinde Schöngeising        | Lage der Gemeinde Schöngeising im Landkreis Fürstenfeldbruck    | 12,86  | 1.948     | 151        | 530  | Das erste Elektrizitätswerk Bayerns – 1891/92 nach Plänen von Oskar von Miller errichtet                                           |
| Türkenfeld                                                                  | Türkenfeld Zankenhausen (1972) |               | Wappen der Gemeinde Türkenfeld          | Lage der Gemeinde Türkenfeld im Landkreis Fürstenfeldbruck      | 15,95  | 3.582     | 225        | 599  | Das ehemalige Schloss Türkenfeld – heute Sitz der Gemeindeverwaltung                                                               |